# San Antonio de Padua, León
San Antonio de Padua är en ort i Mexiko.   Den ligger i kommunen León och delstaten Guanajuato, i den centrala delen av landet, 300 km nordväst om huvudstaden Mexico City. San Antonio de Padua ligger 1 979 meter över havet och antalet invånare är 151.
Terrängen runt San Antonio de Padua är huvudsakligen kuperad, men norrut är den platt. San Antonio de Padua ligger nere i en dal. Runt San Antonio de Padua är det mycket tätbefolkat, med 1 313 invånare per kvadratkilometer. Närmaste större samhälle är León de los Aldama, 15,2 km söder om San Antonio de Padua. I omgivningarna runt San Antonio de Padua växer huvudsakligen savannskog.